# Idaea improbata
Idaea improbata là một loài bướm đêm trong họ Geometridae.